# Comuni della Polonia
Il comune (gmina, al plurale gminy) è il terzo livello della suddivisione amministrativa della Polonia. Al 1º gennaio 2019 la Polonia contava 2 477 comuni.
Ci sono tre tipi di comuni in Polonia:
- comune urbano (gmina miejska): un centro abitato che occupa un territorio interamente urbanizzato (città);
- comune urbano-rurale misto (gmina miejsko-wiejska): un centro urbano principale contornato da campagna e frazioni rurali;
- comune rurale (gmina wiejska): un abitato rurale composto perlopiù di un insieme di frazioni rurali (o in alcuni casi un singolo insediamento rurale), con la frazione più importante che tipicamente dà nome al comune.

Il capoluogo di un comune rurale può talvolta essere un distinto comune urbano e quindi non fa parte del territorio del comune di cui è capoluogo; a volte ha anche un nome diverso dal comune rurale ma più spesso è omonimo. Per esempio, la città di Zielona Góra (comune urbano) è anche capoluogo del distinto comune rurale di Zielona Góra.

## Ordinamento
Il potere legislativo di ogni comune è svolto dal consiglio comunale eletto (rada gminy o rada miasta nelle città). Il potere esecutivo è detenuto dal sindaco eletto direttamente dai cittadini. Questo assume il nome di wójt nei comuni rurali, burmistrz nella maggior parte dei comuni urbani e urbano-rurali, prezydent nelle città.

## Lista dei comuni della Polonia
La Polonia conta 306 comuni urbani, 602 comuni urbano-rurali e 1.571 comuni rurali. La Slesia conta il maggior numero di comuni urbani (49), la Grande Polonia il maggior numero di comuni urbano-rurali (90), la Piccola Polonia il maggior numero di comuni rurali (229).
I 2.479 comuni della Polonia sono distinti in tre tipologie (comuni urbani, urbano-rurali e rurali) e distribuiti nei 16 voivodati come segue. 
| Comuni                                     | DS  | KP  | LU  | LB | LD  | MZ  | MA  | OP | PK  | PD  | PM  | SL  | SW  | WN  | WP  | ZP  | Totale Polonia |
| ------------------------------------------ | --- | --- | --- | -- | --- | --- | --- | -- | --- | --- | --- | --- | --- | --- | --- | --- | -------------- |
| comuni urbani                              | 36  | 17  | 20  | 9  | 18  | 14  | 35  | 3  | 16  | 13  | 25  | 49  | 5   | 16  | 19  | 11  | 306            |
| comuni urbano-rurali                       | 55  | 35  | 22  | 33 | 26  | 47  | 50  | 32 | 34  | 27  | 17  | 22  | 26  | 33  | 90  | 53  | 602            |
| comuni rurali                              | 78  | 92  | 172 | 41 | 133 | 121 | 229 | 36 | 110 | 78  | 81  | 96  | 71  | 67  | 117 | 50  | 1571           |
| comuni totali                              | 169 | 144 | 214 | 83 | 177 | 182 | 314 | 71 | 159 | 118 | 123 | 167 | 102 | 116 | 226 | 114 | 2479           |
| comuni rurali con una città come capoluogo | 14  | 13  | 17  | 5  | 15  | 9   | 15  | 0  | 12  | 12  | 13  | 0   | 1   | 15  | 11  | 8   | 160            |

Sigle dei voivodati:

DS: Bassa Slesia (Dolnośląskie), KP: Cuiavia-Pomerania (Kujawsko-Pomorskie), LU: Lublino, LB: Lubusz,
 LD: Łódź, MZ: Masovia (Mazowieckie), MA: Piccola Polonia (Małopolskie), OP: Opole,
 PK: Precarpazi (Podkarpackie), PD: Podlachia (Podlaskie), PM: Pomerania (Pomorskie), SL: Slesia (Śląskie),
 SW: Santacroce (Świętokrzyskie), WN: Varmia-Masuria (Warmińsko-Mazurskie), WP: Grande Polonia (Wielkopolskie), ZP: Pomerania Occidentale (Zachodniopomorskie).
Sigle dei tipi di comune:

m: miejska (comuni urbani), mw: miejsko-wiejska (comuni urbano-rurali), w: wiejska (comuni rurali).

## Elenco

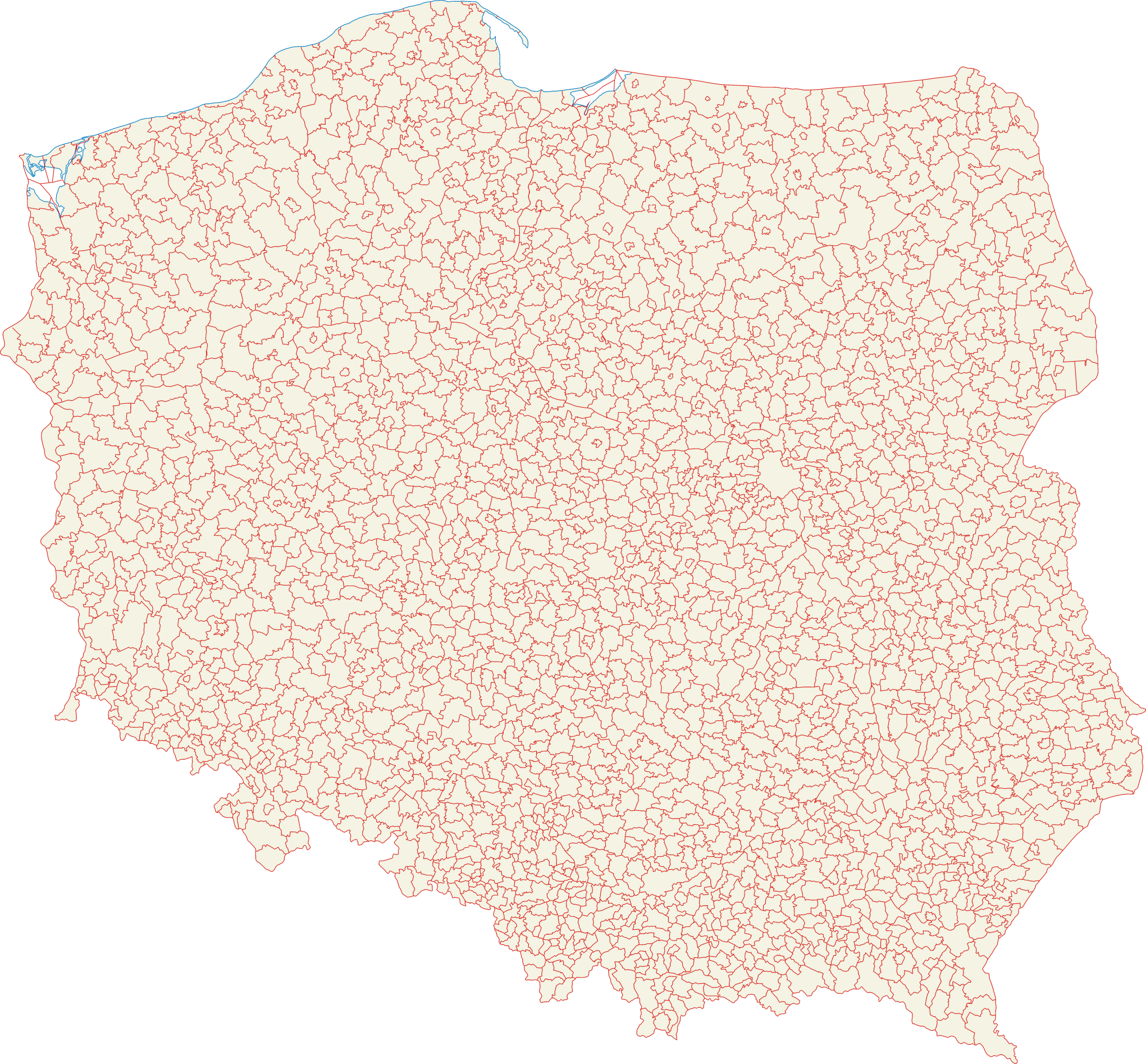
Mappa dei comuni della Polonia

- Dalla A alla C
- Dalla D alla G
- Dalla H alla K
- Dalla L alla N
- Dalla O alla R
- Dalla S alla Z